# Jean Fohrmann
Jean Fohrmann, né le 5 juin 1904 à Dudelange et décédé le 17 septembre 1973 à Esch-sur-Alzette, était un homme politique luxembourgeois membre du Parti ouvrier socialiste luxembourgeois (LSAP).

## Biographie

### Jeunesse et début en politique
La famille de Jean Fohrmann est une famille de cheminots, en effet, son père, Jacques Fohrmann, est un ouvrier pour les chemins de fer et sa mère est garde-barrière.
Il fait son école primaire à Dudelange, mais quitte l'école à 15 ans, en 1919, pour devenir apprenti-serrurier auprès des ARBED,. Il y restera jusqu'en 1924. Son activité militante débute à cette période, en adhérant au syndicat de métallurgie, puis, plus tard, au parti ouvrier luxembourgeois. Il milite au sein de la Fédération des mineurs et ouvriers métallurgistes (BMIAV). La direction du syndicat sidérurgique l'envoie étudier à l'École ouvrière supérieure de Bruxelles en 1924,. Il y reste en 1925 et 1926.
Après ses études, il revient au sein du parti ouvrier luxembourgeois au sein du service de propagande. En parallèle, il écrit pour le journal Escher Tagesblatt. Son syndicat l'élit secrétaire de la section de Rumelange en 1928. En 1932, il dirige la coopérative « La Syndicaliste » à Dudelange.

### Élections à la Chambre
Il est élu suppléant lors des élections législatives luxembourgeoises de 1934. Le décès d'un parlementaire lui permet de devenir député à la Chambre des députés en 1935.
Il est ensuite élu secrétaire syndical de la CGTL en 1937.

### Seconde Guerre mondiale
Lors de l'invasion en 1940, lui et sa famille sont évacués en France. Il n'y reste que trois mois puis retourne au Luxembourg reprendre son activité syndicale
. Il est démis de ses fonctions par l'administration civile allemande en 1941 après avoir refusé d'adhérer au Volksdeutsche Bewegung (mouvement nazi luxembourgeois)
. En conséquence le 17 septembre 1942, il est exilé en Silésie (Leubus puis Boberstein) avec sa famille, puis interné dans les camps de concentration Groß-Rosen, Hersbruck et Nuremberg de 1942 à 1945. Il s'en échappe lors des dernières semaines de la guerre et retourne au Luxembourg le 14 mai 1945.

### Après-guerre: retour en politique
À la Libération, Jean Fohrmann est à nouveau député socialiste du Sud et reprend ses activités syndicales. Il se présente aux élections municipales de Dudelange du 7 octobre 1945 et devient bourgmestre de la ville, poste qu'il conservera jusqu'en 1965.
Il siègera à la Chambre des députés de 1945 à 1958 puis de nouveau de 1959 à 1965. Dès 1952, il siège à l'Assemblée commune de la Communauté européenne du charbon et de l'acier, dont il est vice-président, puis au Parlement européen à partir de 1958. Il en reste membre jusqu'en 1965.
À  partir de 1953, il dirige en outre le quotidien Tageblatt. Il conservera ce poste jusqu'en 1964.
Le 30 juin 1965, après la mort de Paul Finet, il quitte le Parlement européen pour rejoindre la Haute Autorité de la CECA à Bruxelles où il siège jusqu'au 6 juillet 1967,.
Il est réélu lors des élections législatives luxembourgeoises de 1968 et reprend son siège de député en 1969. Il y restera jusqu'à son décès, le 17 septembre 1973.

## Famille
Jean Fohrmann est le père de la députée socialiste Marthe Bigelbach-Fohrmann et le grand-père du ministre socialiste Alex Bodry.

## Publications
Jean Fohrmann s'engage aussi sur le plan littéraire : il est un des principaux collaborateurs du journal Die Arbeiterjugend, pour lequel il écrit des pièces de théâtre en luxembourgeois. Il est l'auteur d'une série de comédies populaires avec des chansons.